# Oxyjulis
Oxyjulis is een monotypisch geslacht van straalvinnige vissen uit de familie van de lipvissen (Labridae). Het geslacht is voor het eerst wetenschappelijk beschreven in 1863 door Gill.

## Soort
- Oxyjulis californica (Günther, 1861)